# Coghuf
Ernst Stocker, Coghuf (Basilea, 28 de octubre de 1905 – Muriaux, 13 de febrero de 1976), fue un escultor y pintor suizo. También diseñó tapices y vidrieras.

## Datos biográficos
Su padre John Stocker fue jardinero y conductor de tren.